# درون‌زیازاد
درون‌زیازاد (به انگلیسی: Enzootic) وضعیتی را توصیف می‌کند که در آن یک بیماری یا بیماری‌زا (پاتوژن) به‌طور مداوم در حداقل یک گونه از جانوران در یک منطقه خاص وجود دارد. این معادل غیرانسانی بیماری بومی است.
در همه‌گیرشناسی جانوری، زمانی که عفونت بدون نیاز به ورودی‌های خارجی در جمعیت حفظ شود، به یک عفونت «انزوتیک» در جمعیت گفته می‌شود (ر. ک. بومی).